# Assoziierungsabkommen EWG – Türkei

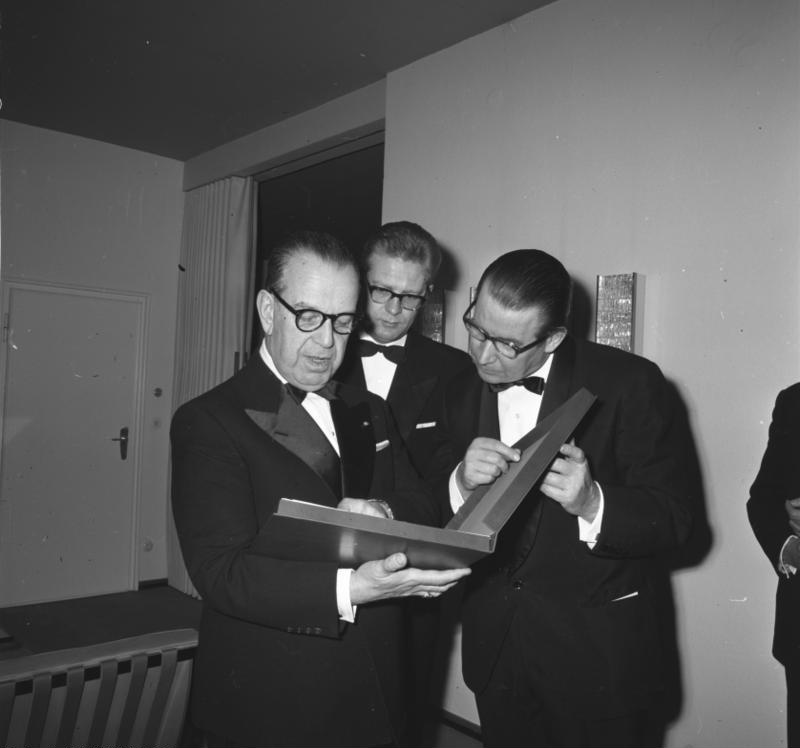
Zu den bevollmächtigten Unterzeichnern des Assoziierungsabkommens gehörten unter anderen der deutsche Außenminister Gerhard Schröder (rechts) und der türkische Außenminister Feridun Cemal Erkin (links), hier bei einem Empfang auf dem Bonner Venusberg am 20. Januar 1964

Das Assoziierungsabkommen EWG – Türkei vom 12. September 1963, auch genannt Ankara-Abkommen (türkisch Ankara Anlaşması), ist ein zwischen der Türkei und der Europäischen Wirtschaftsgemeinschaft (EWG) geschlossenes Assoziierungsabkommen. Dieser völkerrechtliche Vertrag wurde am 12. September 1963 in Ankara unterzeichnet, trat am 1. Dezember 1964 in Kraft und wurde in nachfolgenden Jahren durch Protokolle und Beschlüsse ergänzt. Die aus dem Abkommen und den nachfolgenden Ergänzungen bzw. Beschlüssen folgenden unmittelbaren Rechte werden auch kurz als Assoziationsrecht bezeichnet.

## Abschluss des Abkommens
Das Abkommen eröffnete der Türkei die Möglichkeit eines späteren Beitritts zur Europäischen Wirtschaftsgemeinschaft, ebenso wie 1961 das Assoziierungsabkommen EWG – Griechenland, aber anders als die Abkommen mit Marokko und Tunesien 1969. Das Abkommen wurde zusammen mit vorläufigem Protokoll und Finanzprotokoll unterzeichnet und befugte einen gemeinsamen Assoziationsrat, einstimmig begleitende Beschlüsse zu fassen. Das Finanzprotokoll regelte Darlehen an die Türkei in Höhe von insgesamt 175 Millionen ECU (Europäische Währungseinheit).

## Ergänzende Protokolle und Beschlüsse
Mit dem Beschluss Nr. 2/69 des Assoziationsrats wurde 1969 ein „Ausschuß für Zusammenarbeit im Zollwesen EG-Türkei“ eingesetzt.
Im November 1970 wurden ein zusätzliches Protokoll und ein zweites finanzielles Protokoll in Brüssel unterzeichnet, die im Januar 1973 in Kraft traten. Das Zusatzprotokoll regelte einen Zeitplan und Einzelheiten zur Etablierung der Zollunion. Das zweite Finanzprotokoll sah weitere Darlehen an die Türkei in Höhe von insgesamt 195 Millionen ECU vor.
Der Assoziationsrat fasste am 20. Dezember 1976 zunächst den Beschluss Nr. 2/76, der eine erste Stufe bei der Herstellung der Freizügigkeit der Arbeitnehmer zwischen der Gemeinschaft und der Türkei bildete.
Der Beschluss 1/80 des Assoziationsrates EWG-Türkei über die Entwicklung der Assoziation vom 19. September 1980 betraf einerseits ebenfalls die Beschäftigung und die Freizügigkeit der bereits in einem Mitgliedstaat der Europäischen Union ansässigen türkischen Arbeitnehmer und ihrer Angehörigen, andererseits die Aufhebung von Einfuhrzöllen auf fast sämtliche Landwirtschaftsprodukte ab 1987.

## Zollunion

Die Europäische Zollunion besteht aus der EU (blau) und den Partnerländern Türkei, Andorra, San Marino und Monaco (hellblau).

Mit Beschluss 1/95 des Assoziationsrates EG-Türkei vom Dezember 1995 wurde auf der Grundlage des Assoziationsabkommens mit der Türkei eine Zollunion begründet und mit Beschluss Nr. 1/98 des Assoziationsrats EG-Türkei vom 25. Februar 1998 die gegenseitigen Präferenzregelungen für den Agrarhandel zwischen der Türkei und der Gemeinschaft schrittweise verbessert.
Die Zollunion mit der Türkei gilt auch als ein von den Vereinigten Staaten unter der Clinton-Regierung aktiv vorangetriebenes Projekt. So beschreibt der Autor Armağan Emre Çakır, dass die USA dazu eine Initiative starteten, und etwa Einfluss auf Griechenland ausübten, das dem Abkommen kritisch gegenüberstand. Ebenso intervenierte der israelische Außenminister Schimon Peres für das Abkommen mit der Türkei direkt bei europäischen Politikern wie Rudolf Scharping, Felipe González und Tony Blair.
Die Türkei wurde zum Jahr 1996 Teil der Europäischen Zollunion. Fast alle Waren (außer Kohle, Stahl und Agrarprodukte), die in der EU oder in der Türkei in den freien Verkehr überführt wurden (gleich welchen Ursprungs), können mit der Warenverkehrsbescheinigung A.TR zollfrei in die EU/Türkei importiert werden. Für landwirtschaftliche Erzeugnisse und den Bereich Kohle und Stahl gibt es Präferenzabkommen.
Nachdem die damalige Europäische Gemeinschaft 1989 einen Antrag der Türkei auf Vollmitgliedschaft noch einstimmig abgelehnt hatte, wurde auf dem EU-Gipfel in Luxemburg im Dezember 1997 entschieden, dass sie für einen Beitritt in Frage käme.
Das Assoziationsabkommen war die politische Grundlage zur Erlangung des der Republik Türkei 1999 zuerteilten offiziellen Status eines Beitrittskandidaten der Europäischen Union.
Für die 2005 aufgenommenen Beitrittsverhandlungen der Türkei mit der Europäischen Union stellte die EU zur Bedingung, dass die Türkei ein zweites Zusatzprotokoll zum Abkommen unterzeichnet, das sogenannte Ankara-Protokoll von 2005. Es regelt die Ausdehnung der seit 1996 bestehenden Zollunion der EU mit der Türkei auf die zehn neuen Mitglieder, die der EU im Mai 2004 beigetreten sind, darunter auch die von der Türkei nicht anerkannte Republik Zypern. Da die Türkei bei der Unterzeichnung des Protokolls 2005 einen „einseitigen Vorbehalt“ erklärte, wonach die Unterzeichnung keine völkerrechtliche Anerkennung der Republik Zypern bedeute, wurde das Protokoll nicht ratifiziert.